# 충청남도교육청평생교육원
충청남도교육청평생교육원(忠淸南道敎育廳平生敎育院)은 지방교육자치에 관한 법률 제32조에 따라 학생 및 주민에게 정보자료를 제공하고 평생교육을 통한 삶의 질 향상에 기여하기 위하여 충청남도교육청 산하에 설치된 소속기관이다.